# Liberia aux Jeux olympiques d'été de 2016
Le Liberia participe aux Jeux olympiques d'été de 2016 à Rio de Janeiro au Brésil du 5 août au 21 août. Il s'agit de sa 13e participation à des Jeux d'été.

## Athlétisme

### Homme

#### Course
| Athlètes        | Compétitions | Série   | Série | Demi-finales | Demi-finales | Finale  | Finale  |
| --------------- | ------------ | ------- | ----- | ------------ | ------------ | ------- | ------- |
| Athlètes        | Compétitions | Temps   | Rang  | Temps        | Rang         | Temps   | Rang    |
| Emmanuel Matadi | 100 mètres   | 10 s 31 | 6e    | Éliminé      | Éliminé      | Éliminé | Éliminé |
| Emmanuel Matadi | 200 mètres   | 20 s 49 | 5e    | Éliminé      | Éliminé      | Éliminé | Éliminé |

### Femme

#### Course
| Athlètes      | Compétitions | Série   | Série | Demi-finales | Demi-finales | Finale   | Finale   |
| ------------- | ------------ | ------- | ----- | ------------ | ------------ | -------- | -------- |
| Athlètes      | Compétitions | Temps   | Rang  | Temps        | Rang         | Temps    | Rang     |
| Mariam Kromah | 400 mètres   | 52 s 79 | 5e    | Éliminée     | Éliminée     | Éliminée | Éliminée |